# Апеляційний суд Волинської області
Апеляційний суд Волинської області — колишній загальний суд апеляційної (другої) інстанції, розташований у місті Луцьку, юрисдикція якого поширювалася на Волинську область.
Суд здійснював правосуддя до початку роботи Волинського апеляційного суду, що відбулося 3 жовтня 2018 року.

## Керівництво
Голова суду — Філюк Петро Тодосьович
 Заступник Голови суду —
 Секретар судової палати з розгляду цивільних справ — Грушицький Андрій Ігорович
 Секретар судової палати з розгляду кримінальних справ — Клок Олег Миколайович
 Керівник апарату — Підгайна Оксана Миколаївна.

## Показники діяльності у 2015 році
У І півріччі 2015 року на розгляд надійшло 974 скарг у цивільних справах. У провадженні, з урахуванням залишку, перебувало 1122 цивільних справи. Задоволено 37,6 % скарг.
Протягом І півріччя 2015 року на розгляд надійшло 517 скарг у кримінальних справах. У провадженні, з урахуванням залишку, перебувало 552 кримінальні справи. Скасовано 32,6 % вироків, змінено 19,5 % вироків.